# Solca (Pologne)
Pour l’article homonyme, voir Solca.
Solca est une localité polonaise de la gmina de Pilica, située dans le powiat de Zawiercie en voïvodie de Silésie.